# 하만 (성경 인물)

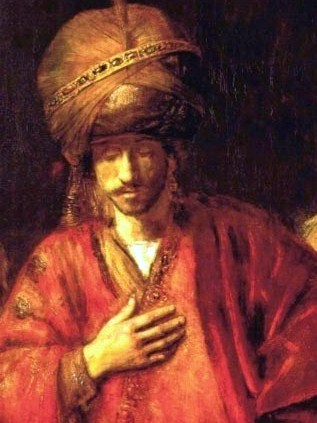

하만(히브리어: המן)은 에스더서에 등장하는 악역이다. 그는 아각사람으로 함므다다의 아들이다. 아각사람이라는 뜻은 하만이 왕족이라는 의미이다. 하만은 아말렉의 왕족이었다. 하만은 페르시아의 왕 아하수에로의 총리대신이었다. 하만은 성서 에스더에서 모르드개와 많은 갈등을 빚는다. 그는 조상들과 같이 유다 백성들을 싫어했다. 하만은 유다 백성들을 향해 나쁜 음모를 꾸몄다. 유다 백성들을 말살하는 것이 그의 계획이었다. 하지만 그것은 수포로 돌아갔고 그가 모르드개를 죽이려 설치해 놓은 장대에 매달려 죽음을 맞이한다.

## 하만의 음모 (3:1-5:14)
하만은 크게 분노하며, 모르드개가 유대인이라는 사실을 알아내자, 이 때가 모르드개와 유대인 전부를 제거할 좋은 기회라고 생각한다.  유대인을 멸할 날을 결정하기 위하여 제비(부르)를 뽑는다. 하만은 왕의 총애를 받는 입장을 이용하여, 유대인이 법을 지키지 않는다고 고발하고, 조서를 내려 그들을 멸할 것을 요청한다.  하만은 살인청부 자금으로 은 1만 달란트 기부하고 왕은 승낙한다, 왕의 반지로 인을 친 조서가 제국 전체에 보내지며, 아달(아다르)월 13일이 유대인을 말살시킬 날로 정해진다. 이 법을 듣게 되자 모르드개와 유대인 모두는 베옷을 입고 재를 무릅쓰고 애곡한다. “금식하며 곡읍하며 부르짖”는 일이 있다.  에스더는 모르드개로부터 유대인의 곤경에 관한 소식을 듣고 처음에는 중재하기를 꺼린다. 부름을 받지 않고 왕 앞에 나아가는 것은 사형에 해당하는 죄이다.  그러나 모르드개는 여호와의 능력에 대한 믿음을 나타내면서, 만일 에스더가 그들을 저버리면 에스더는 어차피 죽을 것이며, ‘유대인은 다른데로 말미암아’ 구출을 받을 것이라고 확신한다.  더욱이 에스더가 왕후가 된 것은 바로 “이 때를 위함”이 아니겠는가? 문제를 깨달은 에스더는 생명을 건 모험을 하기로 동의하며 수산에 있는 모든 유대인은 그와 더불어 3일 간 금식한다. 그 후에 에스더는 왕후의 예복을 입고 왕 앞에 나타난다. 에스더는 왕의 목전에서 은총을 얻어, 왕은 긍홀을 베풀어 그의 생명을 구해 준다.  이제 에스더는 왕과 하만을 연회에 초대한다. 연회 도중에 왕은 “나라의 절반이라 할찌라도” 허락하겠노라고 다짐하면서 그의 소청을 말하라고 재촉한다.  이에 에스더는 다음날 연회에 그 두 사람을 또 초대한다. 하만은 즐거운 마음으로 나간다. 그러나 대궐 문에 모르드개가 있다! 그는 여전히 하만에게 경의를 표하거나 떨지 않는다.  하만의 즐거움은 분노로 변한다. 그의 아내와 친구들은 그에게 50규빗(22.3미터) 높이의 기둥을 세우고 왕으로부터 모르드개를 그 위에 달라는 명령을 받아내라고 제안한다. 하만은 즉시 기둥을 세우게 한다.

## 하만의 최후(6:1-7:10)
그날 밤에 왕은 잠을 이루지 못한다. 왕은 역대 일기를 가져오게 하여 그 내용을 읽다가, 자기의 생명을 구해준 모르드개에게 상을 주지 않았다는 사실을 알게 된다.  후에 왕은 누가 뜰에 있느냐고 묻는다. 모르드개를 처형하기 위한 왕의 인가를 요청하기 위하여 하만이 와 있다.  왕은 하만에게 왕이 존귀케 하기를 기뻐하는 사람에게 어떻게 해야 하느냐고 묻는다. 하만은 왕이 자기를 염두에 두고 있다고 생각하고서, 존귀케 하는 일에 관해 매우 관대한 계획을 말한다.  그러나 왕은 그에게 “유다 사람 모르드개에게” 그렇게 하라고 명령한다!하만은 모르드개에게 왕처럼 호화롭게 옷을 입히고, 왕의 말에 태워, 그의 앞에서 소리치면서 그 도시 광장을 두루 다니지 않을 수 없게 된다.  굴욕을 느낀 하만은 비탄에 잠겨 급히 집으로 돌아간다. 그의 아내나 친구들도 위로할 길이 없다. 하만의 운명은 결정된 것이다!이제 하만이 왕과 에스더와 함께 연회에 참석할 시간이 된다. 왕후는 자기와 자기의 백성이 팔려 진멸당하게 되었다는 사실을 밝힌다.  누가 감히 이런 악한 일을 꾀했는가? 에스더는 “대적과 원수는 이 악한 하만이니이다”라고 말한다. 왕은 분노하여 일어나서 뜰로 나간다.  왕후 혼자 있을 때 하만은 목숨만 살려달라고 애원한다. 왕은 돌아와서, 하만이 왕후의 걸상 위에 엎드려 있는 것을 보고 더욱 분노한다. 그 자리에서 왕은 하만이 모르드개를 달려고 만든 바로 그 기둥에 하만을 달도록 명령한다.

## 같이 보기
- 부림절
- 에스델
- 에스델기